# 直井由纪
直井由纪（日语：／ Naoi Yuki，1963年3月17日—），日本女子盲人门球运动员。她曾代表日本参加2004年和2008年夏季残疾人奥林匹克运动会盲人门球比赛，其中2004年夏季残奥会获得一枚铜牌。

## 家庭
孪生姐妹直井由香。